# Sophie Barthes
Sophie Barthes (nascuda el 1974) és una directora i guionista de cinema franco-nord-americana més coneguda per la seva pel·lícula de 2009 Cold Souls.

## Primers anys
Barthes va néixer a França i es va criar a Amèrica del Sud i Orient Mitjà. Es va traslladar a Nova York el 2001 per assistir a la Columbia University School of the Arts i també va estudiar relacions internacionals, obtenint la llicenciatura l'any 2003.

## Carrera
El curtmetratge Happiness de Barthes, que explica la història d'una dona que compra una caixa de felicitat i no pot decidir si hauria d'obrir-la, es va projectar al Festival de Cinema de Sundance de 2007. La pel·lícula va tenir una bona acollida i li va valer un lloc al laboratori de guionistes de l'Sundance Institute, on va començar a escriure el guió del seu primer llargmetratge, Cold Souls. Barthes havia començat a desenvolupar la idea de Cold Souls el 2005, després que ella va somiar que a Woody Allen li havien extret l'ànima. La pel·lícula, dirigida per Barthes, es va estrenar al Festival de Cinema de Sundance de 2008, on va ser nominat al Gran Premi del Jurat. Es va estrenar l'agost de 2009 i era protagonitzada per Paul Giamatti com una versió fictícia de si mateix que decideix tenir la seva ànima eliminada.
Barthes va rebre beques d'artistes del New York State Council on the Arts tant per Happiness com per Cold Souls, i ambdues pel·lícules van rebre premis i nominacions de nombrosos festivals de cinema. Va ser resident a la Nantucket Screenwriters Colony, al Sundance Screenwriters Lab de 2007 i al Sundance Directors Lab de 2007. Als 25ns Premis Independent Spirit, celebrats el 2010, Barthes va ser nominada al Millor primer guió per Cold Souls.
El segon llargmetratge de Barthes és Madame Bovary, una adaptació de la novel·la homònima de Gustave Flaubert que es va estrenar el 2014. El seu tercer llargmetratge, The Pod Generation, es va estrenar el 2023.

## Vida personal
Barthes viu a l'East Village de Manhattan amb la seva parella, el director de fotografia Andrij Parekh, que va filmar Cold Souls i Madame Bovary amb Barthes.

## Filmografia

### Llargmetratges
- Cold Souls (2009)
- Madame Bovary (2014)
- The Pod Generation (2023)

### Curtmetartges
- Happiness (2006)